# Masakr v Dunblane
Masakr v Dunblane je tragická událost, která se odehrála ve Skotsku dne 13. března 1996. Jedná se o útok aktivního střelce s největším počtem obětí, který se kdy stal na území Velké Británie.

## Střelba

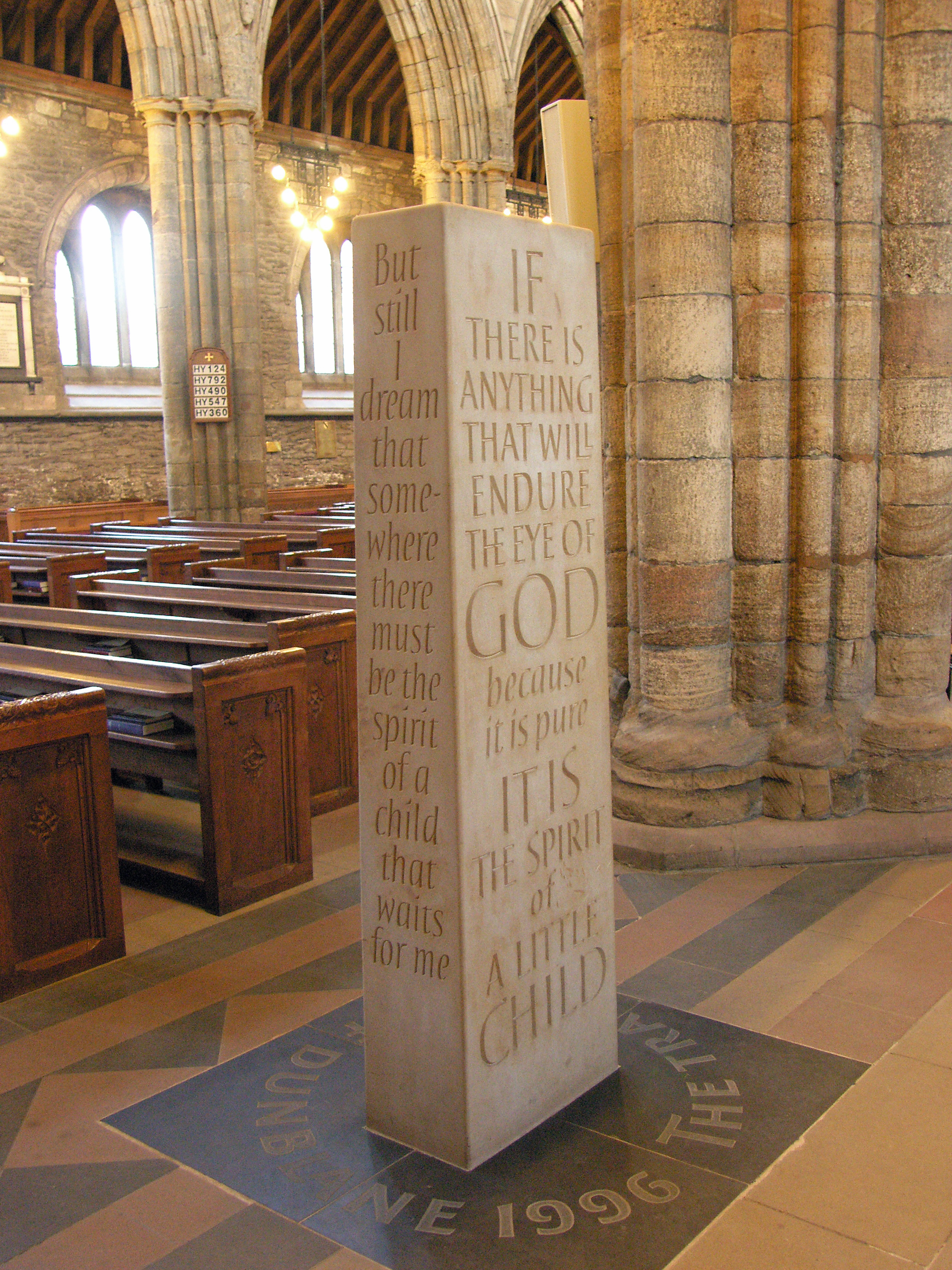
Památný kámen v místní katedrále

43letý bývalý nespokojený vedoucí skautů Thomas Watt Hamilton, kterého vypudila Skautská asociace po dvaceti letech působení, zastřelil 16 dětí a jejich učitelku, Gwen Mayor, v tělocvičně Dunblane Primary School. Použil svou legálně drženou zbraň a střelivo před tím než se zabil výstřelem do úst z revolveru ráže 357.
Na počest sedmnácti obětí byl na místním hřbitově vybudován památník a kenotaf v katedrále. Peníze vybrané v následné sbírce byly použity pro výstavbu komunitního centra ve městě. Následkem těchto událostí byl Parlamentem Velké Británie vydán zákon zakazující vlastnění všech ručních střelných zbraní pod 60 centimetrů celkové délky.

## Seznam obětí
- Victoria Elizabeth Clydesdale
- Emma Elizabeth Crozier
- Melissa Helen Currie
- Charlotte Louise Dunn
- Kevin Allan Hasell
- Ross William Irvine
- David Charles Kerr
- Mhairi Isabel MacBeath
- Brett McKinnon
- Abigail Joanne McLennan
- Gwen Mayor (učitelka)
- Emily Morton
- Sophie Jane Lockwood North
- John Petrie
- Joanna Caroline Ross
- Hannah Louise Scott
- Megan Turner

## Zajímavost
Svědkem události byl i tehdy osmiletý budoucí profesionální tenista Andy Murray, který útok přečkal v jedné ze školních tříd.